# Bank One Corporation
Bank One Corporation fut la sixième plus grosse banque américaine. Elle était marchandée en bourse à la New York Stock Exchange sous le symbole ONE. La compagnie a fusionné avec JPMorgan Chase & Co. le premier juin 2004. Ses quartiers généraux se situaient dans la tour Bank One Plaza (aujourd'hui la Chase Tower) à Chicago dans l'Illinois.